# شد بلد (مسلسل)
شد بلد مسلسل سعودي كوميدي تم عرضه علم 2016م مدة الحلقة 45 دقيقة. المسلسل يحكي عن الواقع في السعودية، حيث يروي تفاصيل الحياة اليومية، ويسلط الضوء على ظروف الحياة هناك، كل هذا في إطار اجتماعي كوميدي. المسلسل من إخراج عبد الخالق الغانم، ومن تأليف سمير الناصر وعبد العزيز السماعيل، بطولة: أسعد الزهراني، ومروة محمد، وبشير الغنيم، وخالد سامي، ويوسف الجراح، وسمير الناصر. ومعتز العبدالله

## طاقم العمل
- بشير الغنيم
- أسعد الزهراني
- مروه محمد
- يوسف الجراح
- خالد سامي
- سمير الناصر
- جعفر الغريب
- سعاد علي
- أفنان فؤاد
- ريماس منصور
- ليلى السلمان
- نرمين محسن
- أغادير السعيد
- راضي مهنا
- سلطان المقبالي
- أمينه القفاص
- إبراهيم الحساوي
- شفيقة يوسف
- مي البلوشي
- امينه العلي
- عبدالعزيز المليفي
- سعيد قريش
- محمد الهاشم
- علي الشهابي
- حسين الخلف
- سميره عابد
- عبدالله عسيري
- شعاع توفيق